# 华睿2号
华睿2号（Huarui-2）是南京电子技术研究所（中国电科14所）研发的一款8核数字信号处理器（DSP）芯片。该芯片为8核架构，由4个向量DSP核和4个可配置专用处理核构成，芯片采用40纳米工艺，工作主频为1GHz，每秒可完成4000亿次浮点运算，支持64位标准双精度，综合处理性能优于国际主流DSP芯片。芯片采用的8核异构设计搭配反隐身算法，可进行反隐身探测。产品分为高端、中端型号，可应用于安防监控、安全计算机等民用领域和雷达、通信、电子对抗等军用领域。
华睿2号是中国全自主设计。华睿2号共历经4年研制和2年应用验证。研发中突破了10余项核心技术，取得发明专利、布图设计和软件著作权等知识产权40余项。
“核高基”列于2006年发布的《国家中长期科学和技术发展规划纲要（2006—2020年）》中，DSP芯片是高端芯片研制的重要组成部分。
2018年5月，该芯片日前顺利通过“核高基”（即核心电子器件、高端通用芯片及基础软件产品）课题验收，即将进入全面应用阶段。
研发结束后，设计团队已经开始部署，研发华睿3号。该芯片将拥有万亿次运算能力、支持人工智能。